# Димитриос Харисис
Димитриос Харисис (на гръцки: Δημήτριος Χαρίσης) е гръцки революционер, деец на гръцката въоръжена пропаганда в Македония.

## Биография
Димитриос Харисис е роден в сярското село Радолиово, тогава в Османската империя. Присъединява се към гръцката пропаганда в борбата ѝ с българските чети на ВМОРО. Четник е в гръцка чета, действаща срещу Апостол Петков в района на Ениджевардарското езеро. По-късно оглавява самостоятелна чета, която действа в родния му край Зъхна до Младотурската революция в 1908 година.